# Olof Söderberg (riksdagsledamot)
Olof Söderberg, född 1690, död 25 september 1741 i S:t Laurentii församling, Östergötlands län, var en svensk kassör, riksdagsledamot och politiker.

## Biografi
Olof Söderberg var borgare i Söderköping 1730 och hade tidigare arbetat som kassör. Han avled 1741 i S:t Laurentii församling och begravdes 30 september samma år.
Lindstedt var riksdagsledamot för borgarståndet i Söderköping vid riksdagen 1734.